# Ringling Bros. e Barnum & Bailey Circus

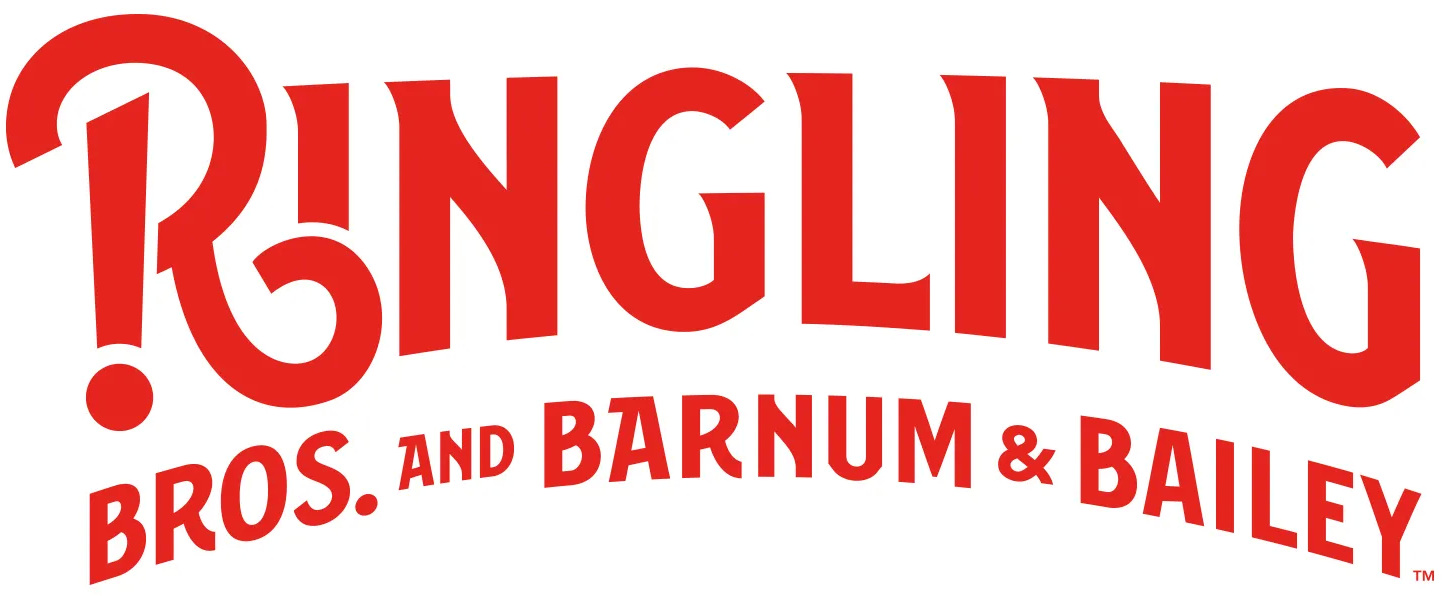
Marchio del circo

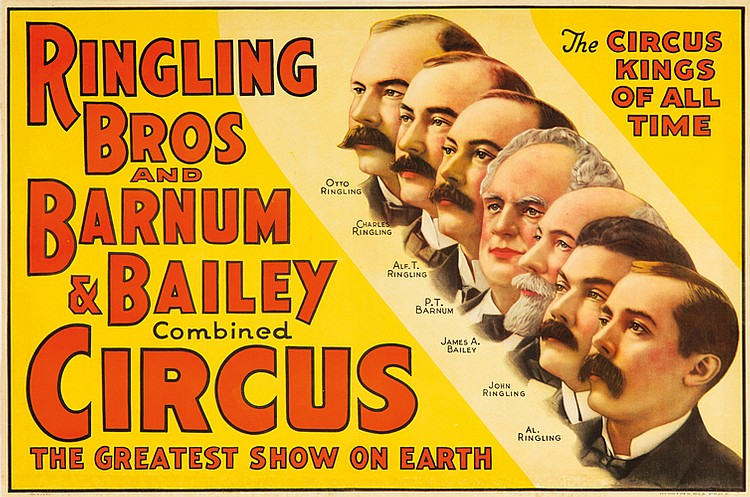
I sette fratelli Ringling Circus Kings of all Time

La Ringling Bros. ed il Barnum & Bailey Circus erano due compagnie di intrattenimento artistico statunitensi, create rispettivamente dai Fratelli Ringling e da James Anthony Bailey con P. T. Barnum, unitesi poi con il nome di Ringling Brothers Circus, quando i fratelli Ringling ebbero l'occasione di acquistare il Barnum & Bailey Circus, nel 1907. Barnum & Bailey Circus continuò a fare i suoi spettacoli come dipendente della Ringling Bros. finché non si unì stabilmente con il circo dei Fratelli Ringling, nel 1919, facendo da allora insieme gli spettacoli, prima di chiudere definitivamente a maggio 2017.
Da notare che il "Circo Barnum" deve la sua iniziale fortuna anche al fatto di aver impiegato esseri umani con particolari condizioni genetiche, difetti fisici e malattie trasformandoli di fatto in fenomeni da baraccone.

## Storia

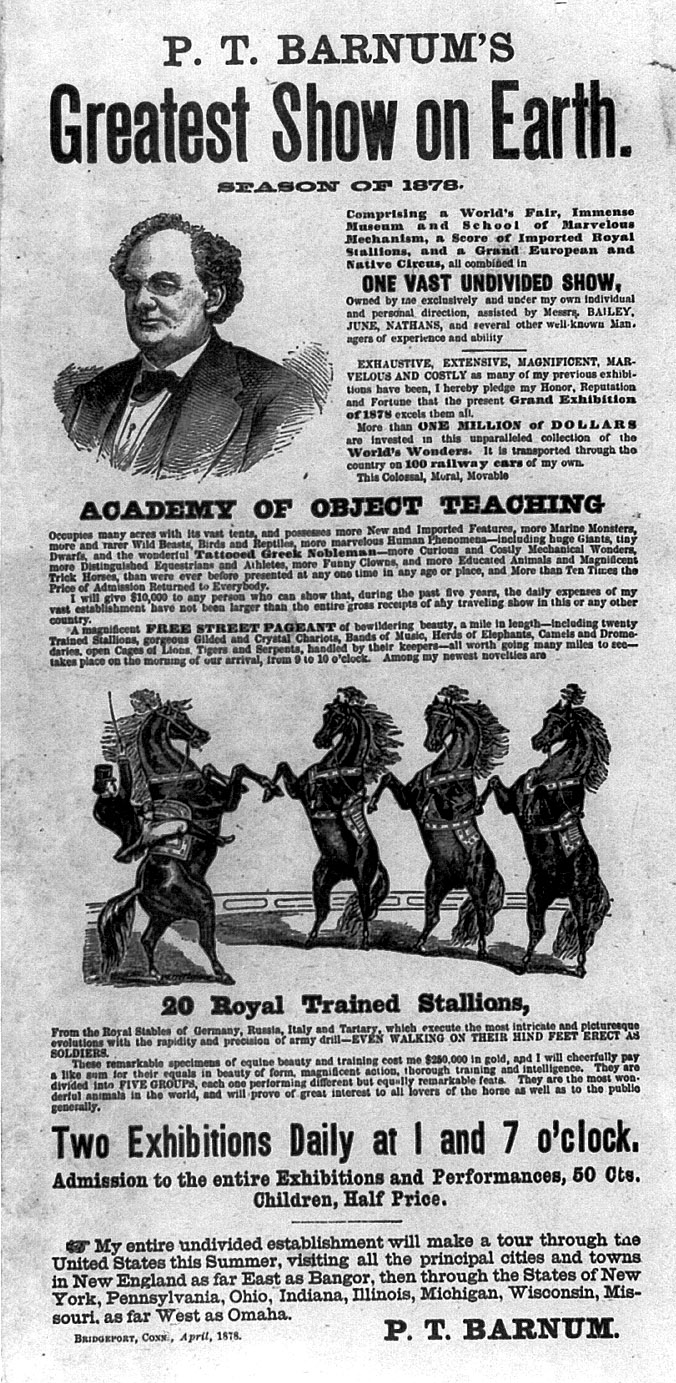
Annuncio pubblicitario de Il più grande spettacolo sulla terra di P.T. Barnum (1878)

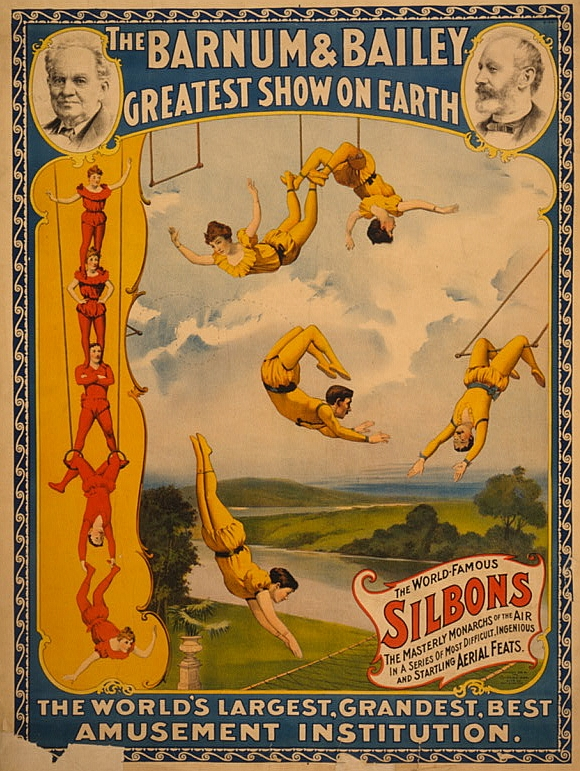
Manifesto pubblicitario del circo Barnum & Bailey

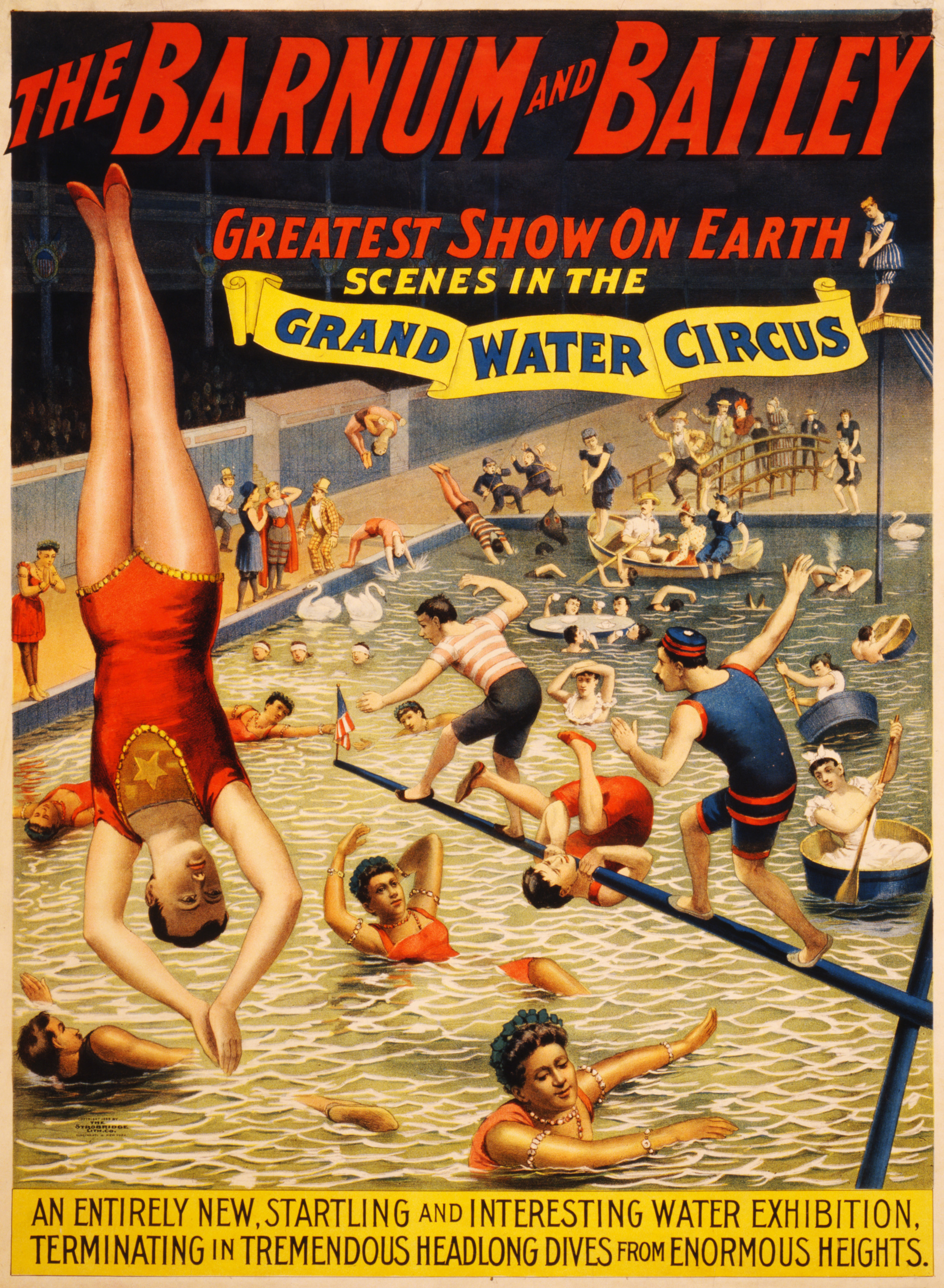
Manifesto pubblicitario del circo Barnum & Bailey

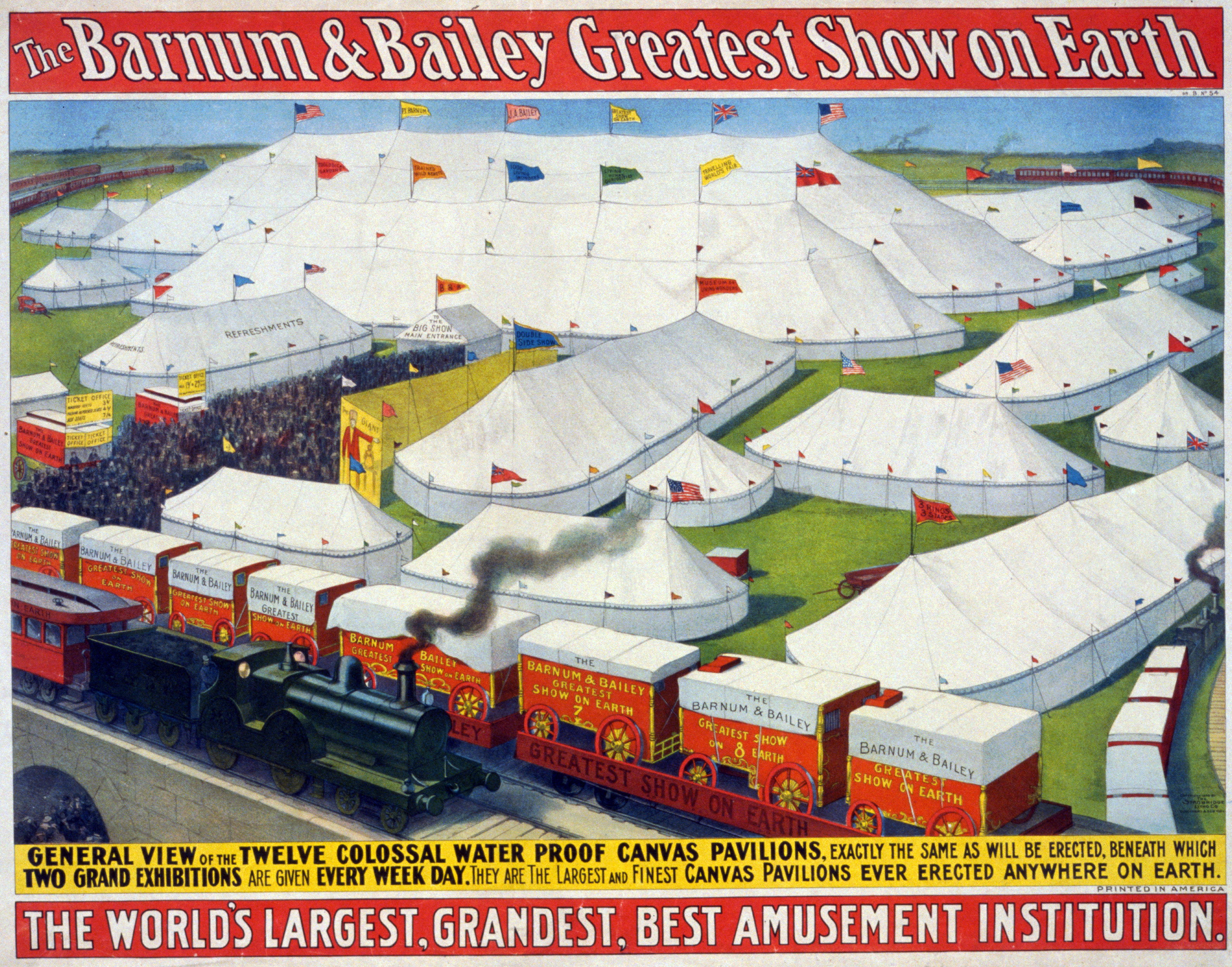
Poster pubblicitario del circo Barnum & Bailey

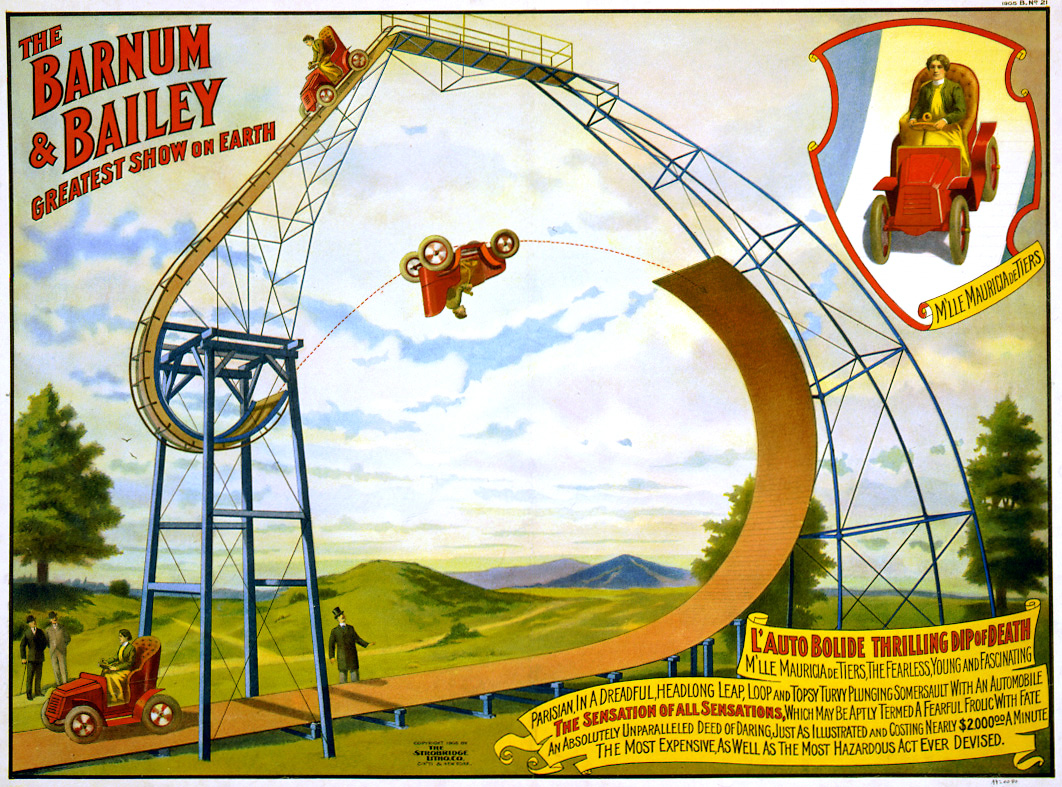
Poster pubblicitario del circo Barnum & Bailey

### Il Museo dei Grandi Viaggi, Serragli, Carovane ed Ippodromi di P.T. Barnum
Nel 1871, Dan Castello e William Cameron Coup persuasero Barnum a prestare il suo nome ed a sostenere finanziariamente il circo, creato da loro, a Delavan (Wisconsin). Per questo, fu all'inizio chiamato P.T. Barnum's Great Traveling Museum, Menagerie, Caravan, and Hippodrome ("Il Museo dei Grandi Viaggi, Serragli, Carovane ed Ippodromi di P.T. Barnum"). Fu poi aggiunto il nome dello spettacolo ogni volta presentato: The Greatest Show on Earth ("Il più Grande Spettacolo del Mondo"). Negli spettacoli dedicati sul Far West, fu aggiunto come nome dello spettacolo Wild West Show ("Spettacolo del Selvaggio Ovest"), proposto dal dipendente Buffalo Bill.

### Cooper e Bailey
In seguito, James Anthony Bailey collaborò con James E. Cooper per creare il Cooper & Bailey Circus, staccandosi così da Barnum nel 1860. Il Bailey's circus divenne presto competitore con lo stesso ex-capo Barnum. Bailey fu anche il primo ad installare le luci elettriche nel 1879, un anno prima che Thomas Edison brevettasse la lampadina. Fu anche il primo ad esibire "Little Columbia", il primo cucciolo di elefante nato in un circo americano.

### L'Unione di Cooper e Bailey con Barnum
Barnum volle acquistare l'elefante, ma Bailey rifiutò la proposta. Invece di continuare a competere tra concorrenti, riconobbero le rispettive capacità propagandistiche e decisero di combinare le loro compagnie, nel 1881. Nel 1882, i due circhi combinati goderono di un grandissimo successo, soprattutto con numeri con Jumbo, tuttora riconosciuto come il più grande elefante di tutti i tempi. Barnum morì nel 1891 e Bailey riuscì a prendere tutti i diritti del circo dalla sua vedova. Girò molto negli Stati Uniti ed il suo successo si intensificò soprattutto portando il suo circo anche in Europa. A partire dal 27 dicembre 1897, Bailey girò tutto il "Vecchio Continente" fino al 1902.
Il tour europeo di Bailey diede ai fratelli Ringling l'opportunità di mostrare il loro circo agli Stati Uniti medio-occidentali arrivando dalla costa orientale. Di nuovo affrontato dalla concorrenza di altri circhi, Bailey acquistò lo spettacolo dei Rockies nel 1905. L'anno successivo Bailey morì ed il circo fu affidato definitivamente ai Fratelli Ringling.

### I fratelli Ringling
Cinque dei sette fratelli Ringling avviarono nel 1884 un piccolo circo la cui durata fu quasi la stessa del Barnum & Bailey Circus. Similmente, i Ringlings fecero conoscere il loro circo in varie città americane, attraverso piccole carovane che trasportavano dozzine di piccoli circhi in tutti gli Stati Uniti medio-occidentali e nord-orientali. Il loro circo crebbe rapidamente e presto furono capaci di trasportarlo in treno, il quale rese loro possibile creare il più grande show viaggiante di quel periodo.

### Unione della Ringling Bros. e del Barnum & Bailey Circus
I Ringlings acquistarono il Barnum & Bailey Circus, nel 1907; i Ringlings offrirono la possibilità al Barnum & Bailey Circus di continuare a fare i propri spettacoli ma in nome della Ringling Bros.. In quel periodo, Charles Edward Ringling e John Nicholas Ringling erano gli unici fratelli Ringling rimasti come fondatori della Ringling Bros.; loro riconobbero che era troppo difficile far presentare due spettacoli per ogni circo, quindi, il 29 marzo 1919, la Ringling Bros. ed il Barnum & Bailey Circus si combinarono in un'unica compagnia con il nome di Ringling Brothers Circus ed il primo spettacolo fu presentato al Madison Square Garden di New York. Charles Edward Ringling morì nel 1926. Il circo fu un autentico successo durante gli anni '20 del XX secolo.

### Società per Azioni del Circo Americano
Nel 1929 l'American Circus Corporation firmò un contratto per eseguire, al Madison Square Garden, il Ringling Brothers Circus. John Nicholas Ringling acquistò il Circo Americano per 1 700 000 dollari, assorbendo così cinque maggiori spettacoli: Sells-Floto Circus, Al G. Barnes Circus, Sparks Circus, Hagenbeck-Wallace Circus e John Robinson Circus.

### Declino e rinascita
Il circo patì molto durante gli anni trenta, a causa della Grande depressione, ma riuscì a proseguire nell'impresa. Il nipote di John Nicholas Ringling, John Ringling North, fu in grado di mandare avanti il circo attraverso questi tempi difficili per molti decenni. Un ulteriore contributo fu concesso al circo dal Presidente Roosevelt, nonostante vi fosse in corso la Seconda guerra mondiale.

### L'incendio del circo ad Hartford
Il 6 luglio 1944, ad Hartford, Connecticut, il Ringling Brothers Circus fu protagonista di uno dei più grandi disastri nella storia degli Stati Uniti d'America. Un incendio divampò durante uno spettacolo pomeridiano, in presenza di circa 8 100 spettatori. Emmett Kelly, show-man del circo come pagliaccio, fu in grado di gettare diverse secchiate d'acqua sul tendone incendiato ma i suoi sforzi furono inutili per far placare il fuoco.
Più di 100 persone rimasero vittima dell'incendio, e a tutt'oggi alcuni dei morti non sono mai stati identificati, neanche con gli attuali esami del DNA.
A seguito di quest'evento, l'FBI sequestrò tutto il circo e molti dipendenti furono arrestati per scontare le rispettive condanne in prigione.
Nonostante ciò, il Ringling Brothers Circus continuò i suoi spettacoli al fine di poter risarcire i numerosi danni nei successivi dieci anni.

### La fine di un'epoca
La prosperità del dopoguerra, goduta dalla nazione, non fu condivisa dal circo per il fatto che gli spettatori diminuirono mentre i costi aumentarono. Enti pubblici e la televisione resero nota la situazione economica del Ringling Brothers Circus, e alla fine il circo fece il suo ultimo spettacolo sotto un tendone a Pittsburgh, Pennsylvania, il 16 luglio 1956, per continuare le proprie tournée nei palazzi dello sport. Un articolo della rivista Life rilasciò come titolo: «Un'era magica è scomparsa per sempre».

### Famiglia di Feld
Irvin Feld ed il fratello Israel Feld avevano già fabbricato un nome per il loro tour-spettacolo di rock and roll. Nel 1957, John Ringling North ed Arthur Concello trasformarono il loro circo presentandolo in spettacoli essenzialmente al coperto ed Irvin Feld fu uno dei molti promotori della ricostruzione finanziaria del circo, affittando diverse aree di alcune cittadine, come Detroit e Philadelphia. Nell'autunno 1967, lui, il fratello Israel ed il Giudice texano Roy Mark Hofheinz, comprarono la società e gli interessi della famiglia Ringling.
Irvin Feld fece diversi cambiamenti per migliorare la qualità e la redditività dello show. Nel 1968, comprendendo che il personale era estremamente ridotto, fondò l'Università Ringling Bros. e Barnum & Bailey Clown College, al fine di preparare nuovi show-men soprattutto come pagliacci.
L'anno seguente, divise il circo in due unità, il Red Tour ed il Blue Tour, i quali viaggiarono indipendentemente nel Paese.
Nel 1970, il figlio di Irvin, Kenneth Feld, si unì alla società e divenne co-produttore degli spettacoli. La famiglia Feld vendette il circo alla società Mattel nel 1971, trattenendo però il controllo della produzione. I Feld ricomprarono la società nel 1982. Irvin Feld morì nel 1984 e la società venne da allora amministrata da Kenneth Feld, attraverso la Feld Entertainment.
Clair George testimoniò in tribunale di aver lavorato come consulente nei primi anni novanta per Kenneth Feld ed i Fratelli Ringling con il Barnum & Bailey Circus, dove fu coinvolto nella sorveglianza di Jan Pottker (un giornalista che stava scrivendo sulla famiglia Feld) e di vari gruppi di associazioni per la difesa degli animali, come la PETA.
Nel 1996, la Feld Entertainment fu creata come filiale principale del circo, così come fu creata similmente la Disney on ice.

### Ultimi anni e chiusura
Negli ultimi anni di attività, il circo manteneva due spettacoli, presentati grazie al trasporto con due diversi treni di loro proprietà, lunghi oltre un miglio, composti ciascuno da più di 60 vagoni, di cui oltre 40 vagoni di alloggi e passeggeri, e oltre venti di materiali e merci, secondo le necessità.
I due treni, con percorsi diversi, che includevano le maggiori città, realizzavano due "tournée" separate, che erano dette la blu e la rossa.
Ogni tournée in parte riproponeva quelle famose del passato, una quelle degli anni pari e l'altra quelle degli anni dispari, in modo da evitare sovrapposizioni o ripetizioni.
Il circo, per la sua notorietà e funzione simbolica è stato spesso oggetto di attacchi di alcuni movimenti animalisti per presunti maltrattamenti agli animali, spesso con la diffusione di informazioni false, o dal contesto maliziosamente alterato. Tuttavia nel dicembre 2012, una sentenza ha imposto alla società di protezione degli animali ASPCA il pagamento di 9,3 milioni di dollari alla Feld Entertainment per danni di diffamazione verso il circo.
Per mostrare serietà e professionalità il circo rendeva da tempo nota ed accessibile la situazione degli animali e le loro condizioni di trattamento, quindi è stato relativamente facile dimostrare le maliziosità delle diffamazioni. Nel 2015, il circo decise di rinunciare agli elefanti, togliendoli dai propri spettacoli entro 3 anni. Tuttavia, il ritiro degli elefanti è poi stato anticipato al 1 maggio 2016.
Nel gennaio 2017 arriva l'annuncio della chiusura del circo, poi avvenuta il 21 maggio 2017.